# 昂斯-费阿斯
昂斯-费阿斯（法語：Ance Féas，法語發音：[ɑ̃s feas]）是法国大西洋比利牛斯省的一个市镇，属于奥洛龙-圣玛丽区。该市镇于2017年1月1日由原市镇费阿斯和昂斯合并而成，行政中心位于费阿斯。

## 地理
昂斯-费阿斯（43°9'25.92"N, 0°41'16.00"W）面积23.83 平方千米，位于法国新阿基坦大区大西洋比利牛斯省，该省份为法国东南部省份，涵盖了贝阿恩与北巴斯克，西临大西洋比斯開灣，北至朗德省，东北接热尔省，东临上比利牛斯省，南与西班牙接壤。
与昂斯-费阿斯接壤的市镇（或旧市镇、城区）包括：埃斯基乌勒、奥洛龙-圣玛丽、阿尼奥斯、阿萨斯普-阿罗斯、阿拉米茨。
昂斯-费阿斯的时区为UTC+01:00、UTC+02:00（夏令时）。

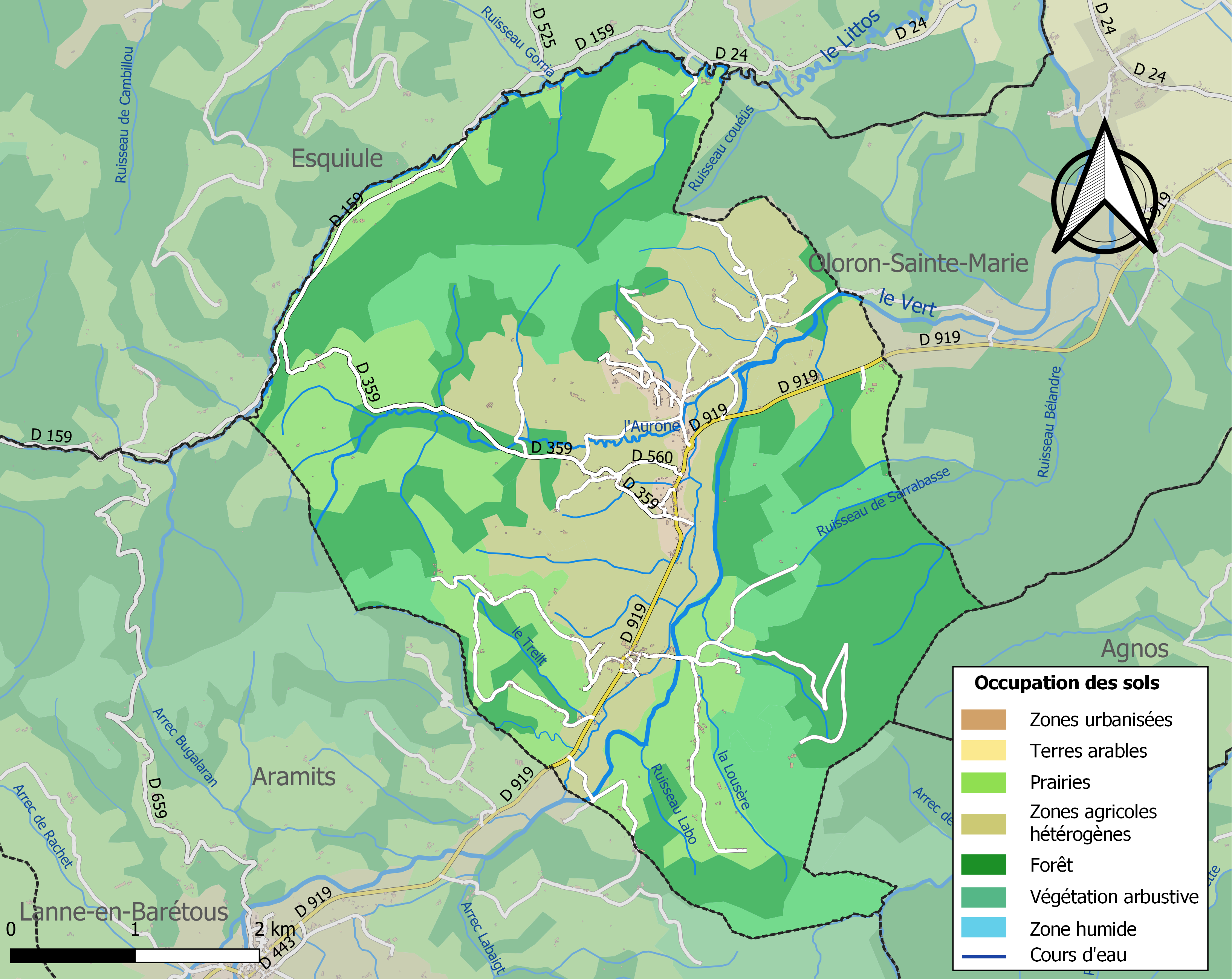
昂斯-费阿斯的OSM定位图

## 行政
昂斯-费阿斯的邮政编码为64570，INSEE市镇编码为64225。

## 政治
昂斯-费阿斯所属的省级选区为奥洛龙-圣玛丽第一县。

## 人口
昂斯-费阿斯于2022年1月1日时的人口数量为619人。